# قناة غرينفيل
قناة غرينفيل هو مضيق يقع على الساحل الشمالي لكولومبيا البريطانية بكندا، بين جزيرة بيت والبر الرئيسي إلى الجنوب من برينس روبيرت. وهو جزء من طريق الشحن الداخلي، ويبلغ طوله حوالي 45 ميلا بحري (83 كم؛ 52 ميل) ويبلغ عرضه 0.2 ميل بحري (0.37 كم؛ 0.23 ميل) في أضيق نقطة.

## التاريخ
يعود تاريخ خطأ قناة غرينفيل الذي يشكل القناة إلى العصر الطباشيري. كلا الجانبين جبليان وغابات كثيفة، ويمتد شذوذ مغناطيسي خطي بالتوازي مع القناة الواقعة جنوب خط العرض 51"30' شمالًا.